# Birth (松澤由美のアルバム)
『birth』（バース）は、松澤由美の1作目のミニアルバム。自主制作にて販売された。
2015年6月20日、KING SUPER LIVE2015開催にあわせキングレコードより、ジャケット・ブックレットをリニューアルし再発。

## 収録曲
1. birth
作詞：松澤由美、作曲：松澤由美、大澤直樹、編曲：djpd
2. 明日
作詞：松澤由美、作曲：松澤由美、djpd
3. skyper
作詞：松澤由美 作曲：DELA/djpd
4. 大きな栗の木の下で
作詞：不明
5. ゆりかごの歌
作詞：北原白秋、作曲：草川信
6. アイトヨブノ
作詞：松澤由美、作曲：松澤由美、大澤直樹